# Арбус
Арбус (итал. Arbus) је насеље у Италији у округу Медио Кампидано, региону Сардинија.
Према процени из 2011. у насељу је живело 5892 становника. Насеље се налази на надморској висини од 297 м.

## Становништво
Према резултатима пописа становништва 2011. у општини је живело 6.575 становника.
| 1931. | 1936. | 1951. | 1961.  | 1971. | 1981. | 1991. | 2001. | 2011. |
| ----- | ----- | ----- | ------ | ----- | ----- | ----- | ----- | ----- |
| 7.575 | 8.069 | 9.321 | 10.152 | 8.325 | 7.978 | 7.596 | 7.021 | 6.575 |